# Polityka (wydawnictwo)
Polityka – polskie wydawnictwo z siedzibą w Warszawie.
Wydawnictwo powstało w 1990 r. w formie spółdzielni pracy, którą utworzyli dziennikarze i pracownicy redakcji tygodnika „Polityka“ przy okazji likwidacji państwowego wydawnictwa RSW Prasa-Książka-Ruch. Zmiana formy prawnej na spółkę komandytowo-akcyjną nastąpiła w 2013 r. Komplementariuszem w nowej spółce została utworzona w tym celu spółka z ograniczoną odpowiedzialnością Polityka, z 20 pracownikami wydawnictwa w roli udziałowców. Rolę akcjonariuszy przewidziano natomiast dla członków przekształcanej spółdzielni.
Wydawnictwo zatrudniało w 2019 roku 94 osoby, w tym 58 dziennikarzy.
Głównym udziałowcem spółki w 2017 r. był jej prezes Jerzy Baczyński (19,5% udziałów), a pozostałe należały m.in. do Mariusza Janickiego (7,94%), Jadwigi Kucharczyk (6,6%), Piotra Zmelonka (6,6%), Leszka Będkowskiego (6,06%), Joanny Solskiej (5,43%) i Witolda Pawłowskiego (5,34%).
W 2020 r. wydawnictwo odkupiło od wydawnictwa Prószyński Media czasopismo „Wiedza i Życie”, a w kolejnym roku „Świat Nauki”. Od 2022 wersje internetowe tych pism stały się filarami wortalu popularnonaukowego Pulsar prowadzonego przez Politykę.

## Portfolio
- „Polityka” – tygodnik polityczno-społeczny[1]
- „Niezbędnik Inteligenta” – wydawnictwo specjalne[1]
- „Poradnik Psychologiczny „Ja My Oni”” – wydawnictwo specjalne[1]
- „Pomocnik Historyczny” – wydawnictwo specjalne[1]
- „Salon” – wydawnictwo specjalne[1]
- „Wiedza i Życie” – miesięcznik popularnonaukowy (od 2020 r.)[4]
- „Świat Nauki” – miesięcznik popularnonaukowy (od 2021 r.)[5].

Książki autorstwa dziennikarzy Polityki wydawane są przez spółkę z ograniczoną odpowiedzialnością Polityka.